# Il secolo di Augusto
Il secolo di Augusto è un dipinto del 1855 del pittore francese Jean-Léon Gérôme. Fa parte della collezione del Museo di Piccardia di Amiens (Haut-de-France, Francia). Si tratta di un dipinto a olio su tela di 6,20 × 10,14 m e rappresenta le vicende del secolo di Augusto.

## Contesto
Jean-Léon Gérôme era un giovane pittore la cui popolarità era in aumento. Arrivò a Parigi nel 1845 e ottenne una medaglia di 3ª classe al Salon del 1847 con Combattimento fra galli. In seguito presentò Interno greco, il Gineceo al Salon del 1850, che fu acquisito dal Presidente della Repubblica, Napoleone III. Lo Stato gli commissionò, nel 1852, una grande tela per l'Esposizione Universale del 1855. Il governo voleva dare un'immagine migliore del Secondo Impero che era subentrato alla Repubblica in seguito al colpo di Stato di Napoleone III. Per la commissione Gérôme ricevette 20.000 franchi e impiegò tre anni per completare l'opera. Chiese un anticipo di 5000 franchi per finanziare un viaggio nell'Est Europa, durante il quale svolse delle ricerche etnografiche. L'8 maggio 1854, un rapporto di ispezione indicò che il cartone era stato terminato e che Gérôme era nella fase finale di studio. Egli aveva prodotto molti disegni preparatori, alcuni dei quali si trovano al museo Rolin di Autun, al museo di Cambridge in Gran Bretagna e al museo d'arte di Vesoul.

## Tema

L'Apoteosi di Omero di Ingres.

Il dipinto è una sintesi allegorica degli eventi principali che segnarono il regno dell'imperatore romano Augusto, dal 27 a.C. al 14 d.C. Il dipinto è fortemente ispirato all'Apoteosi di Omero di Ingres.
Gérôme scelse di rappresentare un passaggio dal Discorso sulla storia universale di Jacques-Bénigne Bossuet, datato 1681, sull'istituzione della Pax romana da parte di Augusto, e la nascita di Gesù Cristo.
(Bousset)

## Descrizione

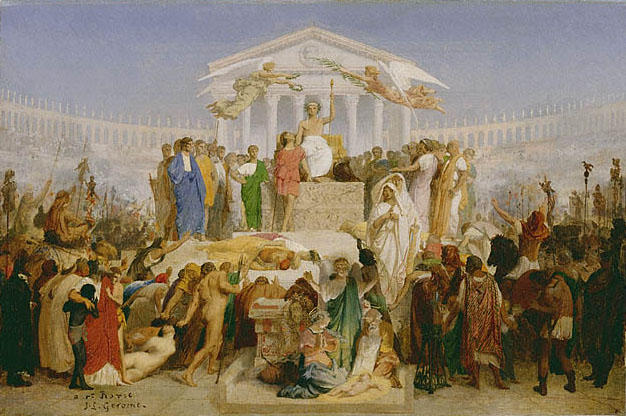
Disegno preparatorio esposto al Getty Museum.

La composizione del dipinto è organizzata simmetricamente attorno ad un asse verticale attorno al personaggio di Augusto. Nella parte alta del dipinto, la facciata del tempio di Giano domina con un cielo senza nuvole e la pianta è tagliata dalle mura della città in lontananza.
Davanti al tempio, Augusto, divinizzato come Giove Capitolino, è seduto accanto ad una statuina dello stesso Giove, su un trono a sua volta posto su una base marmorea. Egli tiene nella mano sinistra lo scettro del mondo e la destra è posata su una donna in piedi sulla pedana. È vestita con una clamide rossa, porta una lancia e uno scudo ed è la personificazione di Roma. Alla destra dei piedi di Augusto è posta l'aquila imperiale.
L'iscrizione sul plinto è dedicata alla gloria di Augusto, elencando le province conquistate e pacificate: Caesar Augustus, imperator victor Cantabrorum et Asturum, Parthorum, Rhoetorum et Indorum, Germaniae, Pannoniaeque, domitor pacificator orbis, pater patriae.
A destra, in cima alla scalinata, Cesare, vestito di azzurro, è rappresentato morto, mentre Bruto e Cassio scendono le scale. Nella parte bassa della tavola, molta gente si raduna per rendere omaggio al nuovo imperatore, e sottomettersi alla Pax romana. Nella parte destra del dipinto sono rappresentati diversi gruppi: gli indiani a cavallo di un elefante, i Parti che riportano ad Augusto le insegne romane perse da Crasso nella battaglia di Carre, un barbaro settentrionale ricoperto di pelli di animali, una madre e i suoi figli.
Sulla sinistra, due uomini guidano i prigionieri tirandoli per i capelli. Un re orientale è sostenuto da due schiavi, un giovane ragazzo di colore con in mano uno scudo e una donna quasi nuda. Rispecchiando il gruppo con l'elefante, giovani arabi e africani sono appollaiati sui cammelli.
Nella parte inferiore del dipinto e leggermente decentrata c'è la nascita di Gesù. Il neonato, scintillante di luce sul suo letto di paglia, Maria e Giuseppe, inginocchiati intorno a lui in atteggiamento di preghiera, sono separati dalla folla dalle ali protettive di un angelo che guarda dietro di lui.
Il dipinto è firmato e datato in basso a sinistra. JL GEROME MDCCCLV »